# NGC 1297
NGC 1297 je galaksija u zviježđu Eridan.

## Vanjske poveznice
- SEDS: NGC 1297